# Emil Blomberg
Emil Blomberg (* 9. April 1992 in Järfälla) ist ein schwedischer Leichtathlet, der über 3000 Meter Hindernis an den Start geht.

## Sportliche Laufbahn
Emil Blomberg sammelte 2010 erste Wettkampferfahrung gegen die nationale Konkurrenz, wobei er im Hindernislauf und den Mittelstreckendistanzen über 800 und 1500 Meter an den Start ging. 2011 gewann er die Bronzemedaille im 1500-Meter-Lauf bei den Schwedischen U20-Hallenmeisterschaften. Ende Juni lief er mit 9:03,97 min eine neue Bestzeit im 3000-Meter-Hindernislauf. Damit war er für die U20-Europameisterschaften in Tallinn qualifiziert. Er zog in das Finale ein, das er anschließend nicht beenden konnte. 2012 verließ er die Heimat und nahm in den USA ein Studium an der University of Texas at Arlington auf und trat anschließend in den Wettkämpfen auf College-Ebene an. Im Mai belegte er bei den Southland Championships in San Marcos den fünften Platz im Hindernislauf. Später im August gewann er die Silbermedaille bei den Schwedischen U23-Meisterschaften im 2000-Meter-Hindernislauf. Im Laufe des Jahres 2013 steigerte er seine Bestzeit auf der 3000-Meter-Hindernisdistanz mehrfach. Im Mai lief er in Austin eine neue Bestzeit von 8:51,36 min. Später im Juli war er für die U23-Europameisterschaften in Tampere qualifiziert, verpasste mit 9:11,66 min allerdings deutlich den Einzug in das Finale. Im August konnte er, nach der Silbermedaille 2012, bei den U23-Meisterschaften Schwedens diesmal die Goldmedaille gewinnen.
2015 steigerte sich Blomberg im April auf eine Zeit von 8:36,98 min. Anfang Mai gewann er den Hindernislauf bei den Sun Belt Conference Championships. Später im August gewann er schließlich die Bronzemedaille bei den Schwedischen Meisterschaften. Nach Beendigung seines Studiums kehrte er dauerhaft in die Heimat zurück. Im Frühjahr gewann er bei den Schwedischen Hallenmeisterschaften die Silbermedaille im 800-Meter-Lauf. Durch seine anschließenden Leistungen qualifizierte er sich zum ersten Mal für die Europameisterschaften im Vorlauf von Amsterdam lief er mit 8:34,81 min eine neue Bestzeit und zog damit in das Finale ein. Dieses beendete er anschließend auf dem elften Platz. 2017 konnte sich Blomberg erneut verbessern und lief im Mai in Los Angeles mit 8:32,27 min eine neue Bestzeit. Damit war er für die Weltmeisterschaften in London qualifiziert, konnte den Vorlauf allerdings nicht beenden. 2018 war er zum zweiten Mal für die Europameisterschaften qualifiziert, konnte aber in Berlin, wie bei den Weltmeisterschaften zuvor, den Vorlauf nicht beenden. Bei den anschließenden Schwedischen Meisterschaften belegte er den fünften Platz. 2019 und 2020 konnte er bei den Schwedischen Meisterschaften jeweils die Silbermedaille gewinnen. 2021 lief Blomberg Ende Mai in Belgien mit 8:20,55 min eine deutlich verbesserte Zeit und erfüllte damit die Qualifikationsnorm für die Olympischen Sommerspiele in Tokio. Dort ging er Ende Juli im Vorlauf an den Start, blieb aber deutlich hinter seiner Bestzeit zurück, wodurch er frühzeitig ausschied.
2023 trat Blomberg in Budapest, zum zweiten Mal nach 2017, bei den Weltmeisterschaften an. In seinem Vorlauf kam er als Zwölfter ins Ziel. Mit seiner Laufzeit belegte er insgesamt den vorletzten Platz.
2022 wurde Blomberg schwedischer Meister im 3000-Meter-Hindernislauf.

## Wichtige Wettbewerbe
| Jahr                 | Veranstaltung             | Ort                  | Platz                | Disziplin            | Zeit                 |
| Startet für Schweden | Startet für Schweden      | Startet für Schweden | Startet für Schweden | Startet für Schweden | Startet für Schweden |
| -------------------- | ------------------------- | -------------------- | -------------------- | -------------------- | -------------------- |
| 2011                 | U20-Europameisterschaften | Tallinn              |                      | 3000 m Hindernis     | DNF (Finale)         |
| 2013                 | U23-Europameisterschaften | Tampere              | 9. (1. Vorlauf)      | 3000 m Hindernis     | 9:11,66 min          |
| 2016                 | Europameisterschaften     | Amsterdam            | 11.                  | 3000 m Hindernis     | 8:48,98 min          |
| 2017                 | Weltmeisterschaften       | London               |                      | 3000 m Hindernis     | DNF (Vorlauf)        |
| 2018                 | Europameisterschaften     | Berlin               |                      | 3000 m Hindernis     | DNF (Vorlauf)        |
| 2021                 | Olympische Sommerspiele   | Tokio                | 38.                  | 3000 m Hindernis     | 8:39,57 min          |
| 2023                 | Weltmeisterschaften       | Budapest             | 36.                  | 3000 m Hindernis     | 8:42,33 min          |

## Persönliche Bestleistungen
Freiluft
- 3000 m: 8:00,81 min, 1. August 2020, Hallsberg
- 3000 m Hindernis: 8:20,01 min, 13. Juni 2023, Turku

Halle
- 3000 m: 8:08,68 min, 16. Februar 2024, Karlstad